# Brody (powiat Starachowicki)
Brody is een dorp in het Poolse woiwodschap Święty Krzyż, in het district Starachowicki. De plaats maakt deel uit van de gemeente Brody en telt 1737 inwoners.